# Фрид, Альфред Герман
 Альфред Герман Фрид (нем. Alfred Hermann Friede, 11 ноября 1864 — 5 мая 1921) — австрийский журналист и пацифист еврейского происхождения, лауреат Нобелевской премии мира за 1911 год (совместно с Тобиасом Ассером).

## Биография
Фрид окончил школу в пятнадцатилетнем возрасте и начал работу в книжном магазине Вены. В 1883 году переехал в Берлин. С 1892 года начал издавать журнал «Долой оружие» совместно с Бертой Зутнер. Спустя три года начал выходить новый антивоенный журнал Фрида — «Стража мира» (Die Friedenswarte). В 1892 году выступил одним из основателей антивоенного движения Германии. Фрид активно выступал за ограничение вооружений и разработку системы международного права. В 1911 году совместно с Тобиасом Ассером он был удостоен Нобелевской премии мира за свою интернациональную деятельность. Скончался в 1921 году в Вене.
Изображён на австрийской почтовой марке 1989 года.

## Избранные работы
- Handbuch der Friedensbewegung. 1905
- Die Grundlagen des revolutionären Pacifismus. 1908
- Das internationale Leben der Gegenwart. 1908
- Handbuch der Friedensbewegung. В 2-х томах, 1911 и 1913
- Kurze Aufklärungen über Wesen und Ziel des Pacifismus. 1914
- Der Weltprotest gegen den Versailler Frieden. 1919